# Miliolinellinae
Miliolinellinae es una subfamilia de foraminíferos bentónicos de la familia Hauerinidae, de la superfamilia Milioloidea y del orden Miliolida. Su rango cronoestratigráfico abarca desde el Berriasiense (Cretácico inferior) hasta la Actualidad.

## Clasificación
Miliolinellinae incluye a los siguientes géneros:
- Affinetrina
- Biloculinella
- Crenatella †
- Cribromiliolinella
- Cribropyrgo
- Cruciloculina
- Flintina
- Flintinoides
- Idalina †
- Involvohauerina
- Lorettaoides
- Mandorovella †
- Mesopateoris
- Miliolinella
- Neopateoris
- Nevillina
- Parahauerina
- Parahauerinoides
- Praelacazina †
- Pseudomassilina
- Pseudopyrgo
- Pseudosigmoilina †, también considerado en la Familia Quinqueloculinidae
- Pseudotriloculina
- Ptychomiliola
- Pyrgo
- Pyrgoella
- Sissonia
- Steigerina
- Tortonella †
- Triloculina
- Triloculinella
- Triloculinellus
- Triloculinoides
- Tschokrakella †
- Varidentella
- Wellmanella †
- Wellmanellinella

Otros géneros considerados en Miliolinellinae son:
- Biloculina, aceptado como Pyrgo
- Cribropyrgoides, aceptado como Cribropyrgo
- Globoloculina
- Miliolina, aceptado como Triloculina
- Neohauerina, aceptado como Pyrgo
- Neophthalmina, aceptado como Miliolinella
- Pippinoides, aceptado como Miliolinella
- Pseudobiloculina, aceptado como Pyrgo
- Pyrgoides, aceptado como Pyrgo
- Quinqueloculinella, sustituido por Scutuloris y aceptado como Triloculinella
- Quinquinella, aceptado como Triloculinella
- Renoidea, aceptado como Miliolinella
- Scutuloris, aceptado como Triloculinella
- Sinuloculina, aceptado como Pseudotriloculina
- Spidestomella, aceptado como Triloculina